# Mariano Moro
Mariano Moro es un municipio brasileño del estado de Rio Grande do Sul.
Su población estimada para el año 2003 era de 2.262 habitantes.
Ocupa una superficie de 99,1 km².
Es un municipio que cuenta con las aguas del Río Uruguay que hace de frontera fluvial con el Estado de Santa Catarina.
- Datos: Q1786003
- Multimedia: Mariano Moro / Q1786003